# Maria Fekter
Maria Theresia Fekter (n. 1 februarie 1956, Attnang-Puchheim, Austria) este o politiciană austriacă, membră a Partidului Popular Austriac (ÖVP). Între 2011-2013 a fost ministru federal al finanțelor.

## Cariera politică
- Avocată a Poporului (Volksanwältin), între 1 iulie 2007-1 iulie 2008;
- Ministru federal de interne, între 1 iulie 2008-21 aprilie 2011;
- Ministru federal al finanțelor, de la 21 aprilie 2011-16 decembrie 2013.